# Troparevo-Nikoulino
Tropariovo-Nikoulino (Муниципальный округ Тропарево-Никулино) est un district municipal de Moscou situé dans le district administratif ouest de la ville.
Il tire son nom de deux villages, Tropariovo et Nikoulino, qui se trouvaient à cet endroit. Ils doivent leur nom aux boyards qui en étaient propriétaire : Ivan Mikhaïlovitch Tropar (au XIVe siècle), et Mikoula Vassilievitch Veliaminov.
En 1929, le quartier de Kountsevo fait partie de l'oblast de Moscou, puis en 1960, les villages sont inclus dans le territoire de la ville de Moscou. La réforme administrative de 1991 en a fait deux quartiers distincts qui sont fusionnés en un seul district en 1993.

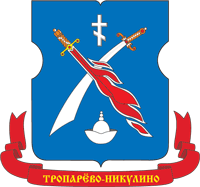
Armes du district
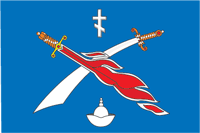
Drapeau du district